# Прапор Івана Мазепи

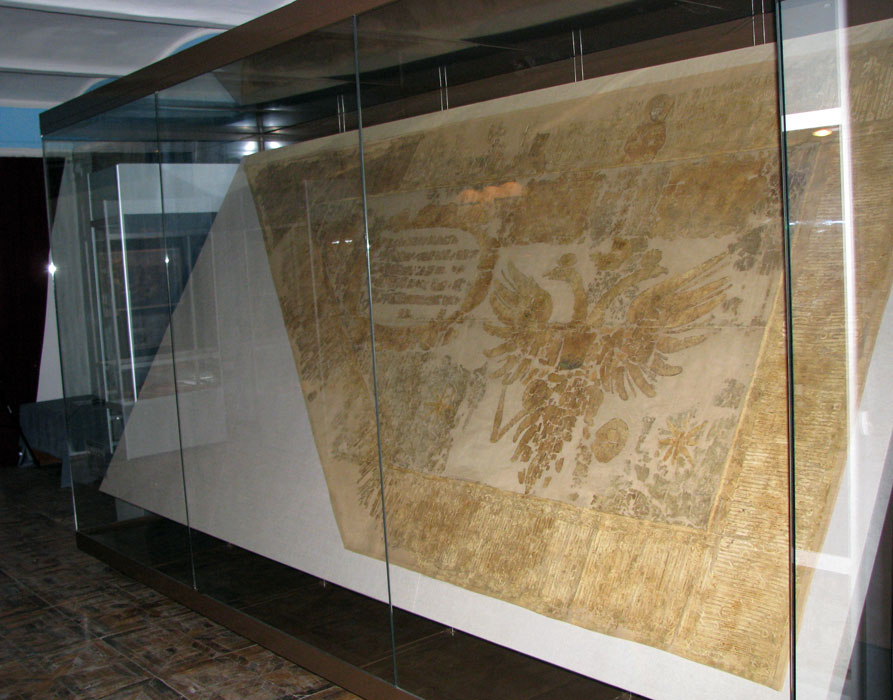
Прапор Івана Мазепи в Харківському історичному музеї

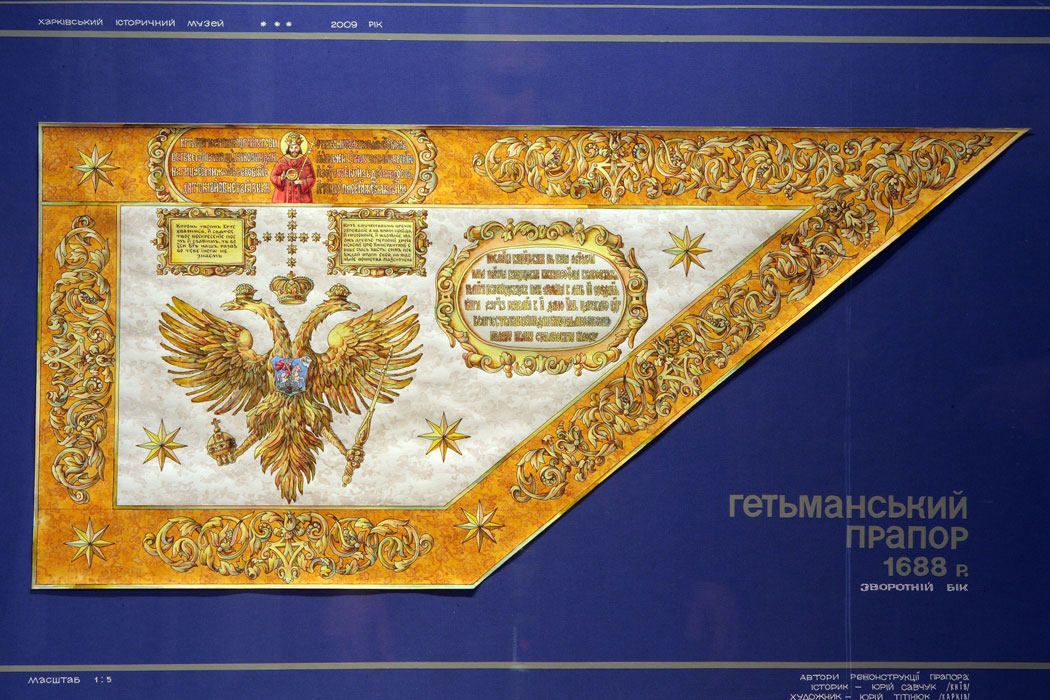
Гетьманський прапор XVII століття. Графічна реконструкція, зворотній бік. Автори графічної реконструкції прапору: Юрій Савчук (історик) та Юрій Тітінюк (художник)

Прапор Івана Мазепи — унікальна пам'ятка української історії та культури, яким під час гетьманування користувався Іван Мазепа. Єдиний гетьманський прапор, який зберігається в Україні.

## Опис
Прапор трапецієподібної форми. Пошитий з білої камки, мав двосторонню композицію. На лицьовому та зворотному боках прапору на центральному місці зображений символ царської Росії: вкритий позолотою двоголовий орел під трьома коронами з скіпетром і державою у лапах. Над орлом хрест, складений з 10 золотих зірочок. Над хрестом - зображення Спасителя.

## Історія  прапору
Гетьманський прапор почали виготовляти в липні 1686 р. у Оружейній палаті Московського Кремля за наказом Івана та Петра Олексійовичів Романових та їхньої сестри Софії для гетьмана Івана Самойловича, але вручити не встигли, оскільки в 1687 р. новим гетьманом обрали Івана Мазепу. В 1688 р. Гетьманський прапор вручили Івану Мазепі. Напис на прапорі змінили, прізвище Самойловича виправили на Мазепу. В 1709 р. прапор перейшов до нового гетьмана Івана Скоропадського, а потім до Данила Апостола. У 1730 р. гетьман Данило Апостол надіслав гетьманський прапор до Посольського приказу з проханням замінити його на новий. У 1834 р. гетьманський прапор передали до Оружейної палати. У 1861 р. проведені консерваційні заходи для прапору, його наклеїли на тюль. У 1932 р. гетьманський прапор передали до Всеукраїнського історичного музею в Харкові. У 1941 р. його евакуювали з Харкова до Уфи. У 1944 р. прапор повернули до Харкова. У 2008 р. проведена консервація гетьманського прапора в реставраційних майстернях Національного музею в Кракові.

## Місця зберігання
- Оружейна палата Московського Кремля  -- з 1834 по 1932 рр.
- Харківський історичний музей імені М. Ф. Сумцова з 1932 р.